# Степове (Близнюківська селищна громада)
Степове́ — село в Україні, у Близнюківській селищній громаді Лозівського району Харківської області. Населення становить 377 осіб. До 2020 орган місцевого самоврядування — Лукашівська сільська рада.

## Географія
Село Степове знаходиться за 3 км від села Лукашівка, за 4 км від річки Опалиха.

## Історія
- 1952 — дата заснування.
- У лютому — травні 1942 та у лютому та вересні 1943 рр. радянські війська вели запеклі боїв за звільнення села Степове на навколишніх сіл від німецько-нацистських загарбників. У вересні 1943 року воїни 39-ї Барвінківської гвардійської стрілецької дивізії звільнили село Степове від окупантів. В боях при оборонні та звільнені загинуло 18 радянських воїнів, всі вони поховані у братській могилі.
- 12 червня 2020 року, відповідно до Розпорядження Кабінету Міністрів України № 725-р «Про визначення адміністративних центрів та затвердження територій територіальних громад Харківської області», увійшло до складу Близнюківської селищної громади.[1]
- 19 липня 2020 року, в результаті адміністративно-територіальної реформи та ліквідації Близнюківського району, увійшло до складу Лозівського району Харківської області.[2]

## Економіка
- В селі є кілька птахо-товарних ферм, машинно-тракторні майстерні.

## Культура
- Школа.

## Екологія
За 1 км від села проходить кілька аміакопроводів.

## Постаті
- Дикий Віктор Миколайович (* 1979) — військовик Збройних сил України, учасник російсько-української війни. Учасник Ігор нескорених-2020.